# Geelvinkjufferduif
De geelvinkjufferduif (Ptilinopus speciosus) is een vogel uit de familie Columbidae (duiven). Eerder werd deze soort beschouwd als een ondersoort van de geelbefjufferduif (Ptilinopus solomonensis).

## Verspreiding en leefgebied
Deze soort komt voor op de eilanden Numfor en Biak in de Geelvinkbaai ten noordwesten van Nieuw-Guinea.